# Lebedewka (Krasnojarsk, Karatusski)
Lebedewka (russisch Лебедевка) ist ein Dorf im Karatusski rajon der Region Krasnojarsk in Russland. Es wurde 1989 vom Karatusski selsowet getrennt.

## Geschichte
1906 gegründet, bestand das Dorf 1926 aus 38 Haushalten, wobei die Hauptbevölkerung Russen waren. Es war Teil des Kljutschewski selsowets des Karatusski rajons des Okrug Minussinsk des Sibirischen Territoriums.

## Einwohner
| 1926 | 2010 | 2012 |
| ---- | ---- | ---- |
| 180  | 198  | 222  |